# Woyzeck (filme)
Woyzeck é um filme de drama húngaro de 1994 dirigido e escrito por János Szász e Georg Büchner. Foi selecionado como representante da Hungria à edição do Oscar 1995, organizada pela Academia de Artes e Ciências Cinematográficas.

## Elenco
- Lajos Kovács - Woyzeck
- Diana Vacaru - Mari
- Éva Igó - Mari (voz)
- Aleksandr Porokhovshchikov - Kapitány
- Gábor Reviczky - Kapitány (voz)
- Péter Haumann - Orvos
- Sándor Gáspár - Policial
- Sándor Varga - Fiú